# Ákáš Mišra
Ákáš Mišra (hindsky आकाश मिश्रा; * 27. listopadu 2001) je indický fotbalista, který hraje na pozici obránce za indický klub Mumbai City FC a za indickou seniorskou. Získal ocenění AIFF Emerging Player of the Year za sezónu 2022/23. 

## Reprezentační kariéra
Hrál za mládežnické reprezentace Indie.
Dne 25. března 2021 debutoval v seniorské reprezentaci v přátelském zápase proti Ománu, spolu s ním debutovalo dalších 9 hráčů. 